# Vadim Gerasimov
Vadim Viktorovič Gerasimov [vadím viktórovič gerásimov] (rusko Вади́м Викторович Гера́симов), ruski računalnikar, * 15. junij 1969, Novovoronež, Ruska SFSR, Sovjetska zveza (sedaj Rusija).
Gerasimov je od oktobra 2007 zaposlen kot inženir pri Google Australia. Med letoma 1994 in 2003 je delal in študiral v MIT Media Lab. Kot šestnajstletnik je bil eden od treh izvirnih razvijalcev računalniške igre Tetris. Prenesel je izvirno igro Pažitnova na osebni računalnik, oba skupaj pa sta jo razvila še naprej.
Gerasimov je leta 1992 diplomiral iz uporabne matematike na Državni univerzi v Moskvi. Leta 1996 je na MIT zaključil magistrski študij s področja medijskih umetnosti in znanosti, leta 2003 pa je tam doktoriral pod mentorstvom Walterja Benderja.